# Kallinahuset
Kallinahuset (kroatiska: Kuća Kallina) är ett kulturmärkt bostadshus i Zagreb i Kroatien. Det invigdes år 1904 och är beläget i Nedre staden. Kallinahuset anses vara ett av de främsta exemplen av Wiener Sezession-stil i den kroatiska huvudstaden.

## Historik
Byggnaden uppfördes åren 1903–1904 i dåvarande österrikisk-ungerska Zagreb på uppdrag av industrimagnaten Josip Kallina. Kallina ägde en fabrik som tillverkade keramiska plattor och kaminer. Byggnaden ritades av arkitekten Vjekoslav Bastl från den lokala och välrenommerade arkitektbyrån Hönigsberg & Deutsch. Bastl hade dessförinnan studerat vid Akademie der bildenden Künste Wien och där låtit sig inspireras av Otto Wagner som var en tidig förespråkare av jugendstilen och en av grundarna av Wiensecessionen.     

## Arkitektur och beskrivning
Kallinahuset har tre våningar och är ett hörnhus vid gatukorsningen Gundulićeva/Masarykova. Det är utformat som ett bostadshus med undantag för ytorna på markplan som är utformade för att rymma butiker. Byggnadens fasad består i sin helhet av dekorativa keramiska plattor och var vid tillkomsten god reklam för ägaren Kallinas keramiska bolag. Keramikplattorna som användes kom från ägarens fabrik. Fasaden är inspirerad av Majolikahaus (Majolikahuset)  i Wien – en byggnad som ritades av Wagner, uppfördes år 1898/1899 och har en fasad av keramikplattor. Mot gatukorsningen har byggnaden balkonger med vackert utformade räcken i smidesjärn. De dekorativa motiven med inspiration från djur- och växtriket är typiska för jugendstilen. Därtill har fasaden ett fladdermusliknande motiv.
Arkitekten Bastls byggnadsprojekt i Nedre staden i Zagreb anses vara framstående exempel på konservativ mellaneuropeisk historicism. När han arbetade med privata villor och hus använde han sig dock av friare former och Kallinahuset har beskrivits som "en av de mest konsekventa exemplen på hur secessions-arkitekturen försökte omforma stadsbostäder och bryta med den konventionella estetiken."